# Volta a Alemanya 2018
La Volta a Alemanya 2018, 33a edició de la Volta a Alemanya, es disputà entre el 23 i el 26 d'agost de 2018 sobre un recorregut de 737 km repartits quatre etapes. La cursa formava part del calendari de l'UCI Europa Tour 2018, amb una categoria 2.1. La darrera edició de la Volta a Alemanya s'havia disputat el 2008.

## Equips
L'organització convidà a prendre part en la cursa a onze equips UCI WorldTeams, sis equips continentals professionals i cinc equips continentals:
| WorldTeams (11)- AG2R La Mondiale - Bahrain-Merida - BMC Racing Team - Bora-Hansgrohe - Dimension Data - Katusha-Alpecin - Lotto Soudal - Movistar Team - Quick-Step Floors - Sky - Team Sunweb Equips continentals professionals (6)- Fortuneo-Samsic - Gazprom-RusVelo - Israel Cycling Academy - Rally Cycling - Roompot-Nederlandse Loterij - Wanty-Groupe Gobert Equips continentals (5)- Dauner D&DQ-Akkon - Heizomat Rad-Net.De - Leopard - Lotto-Kern-Haus - Team Sauerland NRW p/b SKS GERMANY |
| |

## Etapes
| Etapa    | Data      | Ciutats d'etapa    | type                    | Distància (km) | Vencedor de l'etapa   | Líder de la general   |
| -------- | --------- | ------------------ | ----------------------- | -------------- | --------------------- | --------------------- |
| 1a etapa | 23 de ago | Coblença – Bonn    | etapa accidentada       | 157            | Álvaro Hodeg Chagui   | Álvaro Hodeg Chagui   |
| 2a etapa | 24 de ago | Bonn – Trèveris    | etapa de mitja muntanya | 196            | Maximilian Schachmann | Maximilian Schachmann |
| 3a etapa | 25 de ago | Trèveris – Merzig  | etapa de mitja muntanya | 177            | Matej Mohorič         | Matej Mohorič         |
| 4a etapa | 26 de ago | Lorsch – Stuttgart | etapa de mitja muntanya | 207            | Nils Politt           | Matej Mohorič         |

### Etapa 1
| \| Classificació de l'etapa \| Classificació de l'etapa \| Classificació de l'etapa \| Classificació de l'etapa \| Classificació de l'etapa \| \| Corredor \| Corredor \| Equip \| Temps \| \| \| ------------------------ \| --------------------------- \| ---------------------------------- \| ------------------------ \| ------------------------ \| \| 1r \| Álvaro Hodeg Chagui \| Quick-Step Floors \| 2h 42' 25" \| \| \| 2n \| Pascal Ackermann \| Bora-Hansgrohe \| + 0" \| \| \| 3r \| Niccolò Bonifazio \| Bahrain-Merida \| + 0" \| \| \| 4t \| Reinardt Janse van Rensburg \| Dimension Data \| + 0" \| \| \| 5è \| Alexander Krieger \| Leopard Pro Cycling \| + 0" \| \| \| 6è \| André Greipel \| Lotto-Soudal \| + 0" \| \| \| 7è \| Aaron Grosser \| Team Sauerland NRW p/b SKS Germany \| + 0" \| \| \| 8è \| Colin Joyce \| Rally Cycling \| + 0" \| \| \| 9è \| Rick Zabel \| Katusha-Alpecin \| + 0" \| \| \| 10è \| Kristian Sbaragli \| Israel Cycling Academy \| + 0" \| \| |                             |                                    |            |
| |                             |                                    |            |
| Font: ProCyclingStats |                             |                                    |            |
| Classificació de l'etapa |                             |                                    |            |
| Corredor | Corredor                    | Equip                              | Temps      |
| 1r | Álvaro Hodeg Chagui         | Quick-Step Floors                  | 2h 42' 25" |
| 2n | Pascal Ackermann            | Bora-Hansgrohe                     | + 0"       |
| 3r | Niccolò Bonifazio           | Bahrain-Merida                     | + 0"       |
| 4t | Reinardt Janse van Rensburg | Dimension Data                     | + 0"       |
| 5è | Alexander Krieger           | Leopard Pro Cycling                | + 0"       |
| 6è | André Greipel               | Lotto-Soudal                       | + 0"       |
| 7è | Aaron Grosser               | Team Sauerland NRW p/b SKS Germany | + 0"       |
| 8è | Colin Joyce                 | Rally Cycling                      | + 0"       |
| 9è | Rick Zabel                  | Katusha-Alpecin                    | + 0"       |
| 10è | Kristian Sbaragli           | Israel Cycling Academy             | + 0"       |

| \| Classificació general \| Classificació general \| Classificació general \| Classificació general \| Classificació general \| \| Corredor \| Corredor \| Equip \| Temps \| \| \| --------------------- \| --------------------------- \| ---------------------------------- \| --------------------- \| --------------------- \| \| 1r \| Álvaro Hodeg Chagui \| Quick-Step Floors \| 3h 34' 58" \| \| \| 2n \| Pascal Ackermann \| Bora-Hansgrohe \| + 4" \| \| \| 3r \| Niccolò Bonifazio \| Bahrain-Merida \| + 6" \| \| \| 4t \| Jens Reynders \| Leopard Pro Cycling \| + 7" \| \| \| 5è \| Jorge Arcas \| Movistar Team \| + 8" \| \| \| 6è \| Kévin Van Melsen \| Wanty-Groupe Gobert \| + 9" \| \| \| 7è \| Reinardt Janse van Rensburg \| Dimension Data \| + 10" \| \| \| 8è \| Alexander Krieger \| Leopard Pro Cycling \| + 10" \| \| \| 9è \| André Greipel \| Lotto-Soudal \| + 10" \| \| \| 10è \| Aaron Grosser \| Team Sauerland NRW p/b SKS Germany \| + 10" \| \| |                             |                                    |            |
| |                             |                                    |            |
| Font: ProCyclingStats |                             |                                    |            |
| Classificació general |                             |                                    |            |
| Corredor | Corredor                    | Equip                              | Temps      |
| 1r | Álvaro Hodeg Chagui         | Quick-Step Floors                  | 3h 34' 58" |
| 2n | Pascal Ackermann            | Bora-Hansgrohe                     | + 4"       |
| 3r | Niccolò Bonifazio           | Bahrain-Merida                     | + 6"       |
| 4t | Jens Reynders               | Leopard Pro Cycling                | + 7"       |
| 5è | Jorge Arcas                 | Movistar Team                      | + 8"       |
| 6è | Kévin Van Melsen            | Wanty-Groupe Gobert                | + 9"       |
| 7è | Reinardt Janse van Rensburg | Dimension Data                     | + 10"      |
| 8è | Alexander Krieger           | Leopard Pro Cycling                | + 10"      |
| 9è | André Greipel               | Lotto-Soudal                       | + 10"      |
| 10è | Aaron Grosser               | Team Sauerland NRW p/b SKS Germany | + 10"      |

### Etapa 2
| \| Classificació de l'etapa \| Classificació de l'etapa \| Classificació de l'etapa \| Classificació de l'etapa \| Classificació de l'etapa \| \| Corredor \| Corredor \| Equip \| Temps \| \| \| ------------------------ \| --------------------------- \| ------------------------ \| ------------------------ \| ------------------------ \| \| 1r \| Maximilian Schachmann \| Quick-Step Floors \| 4h 50' 36" \| \| \| 2n \| Matej Mohorič \| Bahrain-Merida \| + 0" \| \| \| 3r \| Tom Dumoulin \| Team Sunweb \| + 0" \| \| \| 4t \| Nils Politt \| Katusha-Alpecin \| + 0" \| \| \| 5è \| Reinardt Janse van Rensburg \| Dimension Data \| + 8" \| \| \| 6è \| Pieter Vanspeybrouck \| Wanty-Groupe Gobert \| + 8" \| \| \| 7è \| Frederik Backaert \| Wanty-Groupe Gobert \| + 10" \| \| \| 8è \| Damiano Caruso \| BMC Racing Team \| + 12" \| \| \| 9è \| Odd Christian Eiking \| Wanty-Groupe Gobert \| + 12" \| \| \| 10è \| Patrick Konrad \| Bora-Hansgrohe \| + 12" \| \| |                             |                     |            |
| |                             |                     |            |
| Font: ProCyclingStats |                             |                     |            |
| Classificació de l'etapa |                             |                     |            |
| Corredor | Corredor                    | Equip               | Temps      |
| 1r | Maximilian Schachmann       | Quick-Step Floors   | 4h 50' 36" |
| 2n | Matej Mohorič               | Bahrain-Merida      | + 0"       |
| 3r | Tom Dumoulin                | Team Sunweb         | + 0"       |
| 4t | Nils Politt                 | Katusha-Alpecin     | + 0"       |
| 5è | Reinardt Janse van Rensburg | Dimension Data      | + 8"       |
| 6è | Pieter Vanspeybrouck        | Wanty-Groupe Gobert | + 8"       |
| 7è | Frederik Backaert           | Wanty-Groupe Gobert | + 10"      |
| 8è | Damiano Caruso              | BMC Racing Team     | + 12"      |
| 9è | Odd Christian Eiking        | Wanty-Groupe Gobert | + 12"      |
| 10è | Patrick Konrad              | Bora-Hansgrohe      | + 12"      |

| \| Classificació general \| Classificació general \| Classificació general \| Classificació general \| Classificació general \| \| Corredor \| Corredor \| Equip \| Temps \| \| \| --------------------- \| --------------------------- \| --------------------------- \| --------------------- \| --------------------- \| \| 1r \| Maximilian Schachmann \| Quick-Step Floors \| 8h 25' 34" \| \| \| 2n \| Matej Mohorič \| Bahrain-Merida \| + 4" \| \| \| 3r \| Tom Dumoulin \| Team Sunweb \| + 4" \| \| \| 4t \| Nils Politt \| Katusha-Alpecin \| + 10" \| \| \| 5è \| Reinardt Janse van Rensburg \| Dimension Data \| + 18" \| \| \| 6è \| Pieter Vanspeybrouck \| Wanty-Groupe Gobert \| + 18" \| \| \| 7è \| Damiano Caruso \| BMC Racing Team \| + 19" \| \| \| 8è \| Frederik Backaert \| Wanty-Groupe Gobert \| + 20" \| \| \| 9è \| Romain Bardet \| AG2R La Mondiale \| + 21" \| \| \| 10è \| Nick van der Lijke \| Roompot-Nederlandse Loterij \| + 22" \| \| |                             |                             |            |
| |                             |                             |            |
| Font: ProCyclingStats |                             |                             |            |
| Classificació general |                             |                             |            |
| Corredor | Corredor                    | Equip                       | Temps      |
| 1r | Maximilian Schachmann       | Quick-Step Floors           | 8h 25' 34" |
| 2n | Matej Mohorič               | Bahrain-Merida              | + 4"       |
| 3r | Tom Dumoulin                | Team Sunweb                 | + 4"       |
| 4t | Nils Politt                 | Katusha-Alpecin             | + 10"      |
| 5è | Reinardt Janse van Rensburg | Dimension Data              | + 18"      |
| 6è | Pieter Vanspeybrouck        | Wanty-Groupe Gobert         | + 18"      |
| 7è | Damiano Caruso              | BMC Racing Team             | + 19"      |
| 8è | Frederik Backaert           | Wanty-Groupe Gobert         | + 20"      |
| 9è | Romain Bardet               | AG2R La Mondiale            | + 21"      |
| 10è | Nick van der Lijke          | Roompot-Nederlandse Loterij | + 22"      |

### Etapa 3
| \| Classificació de l'etapa \| Classificació de l'etapa \| Classificació de l'etapa \| Classificació de l'etapa \| Classificació de l'etapa \| \| Corredor \| Corredor \| Equip \| Temps \| \| \| ------------------------ \| --------------------------- \| --------------------------- \| ------------------------ \| ------------------------ \| \| 1r \| Matej Mohorič \| Bahrain-Merida \| 4h 12' 28" \| \| \| 2n \| Nils Politt \| Katusha-Alpecin \| + 0" \| \| \| 3r \| Pieter Vanspeybrouck \| Wanty-Groupe Gobert \| + 0" \| \| \| 4t \| Jasha Sütterlin \| Movistar Team \| + 0" \| \| \| 5è \| Nick van der Lijke \| Roompot-Nederlandse Loterij \| + 0" \| \| \| 6è \| Vassil Kirienka \| Team Sky \| + 0" \| \| \| 7è \| Maximilian Schachmann \| Quick-Step Floors \| + 0" \| \| \| 8è \| Guillaume Martin \| Wanty-Groupe Gobert \| + 0" \| \| \| 9è \| Reinardt Janse van Rensburg \| Dimension Data \| + 0" \| \| \| 10è \| Jürgen Roelandts \| BMC Racing Team \| + 0" \| \| |                             |                             |            |
| |                             |                             |            |
| Font: ProCyclingStats |                             |                             |            |
| Classificació de l'etapa |                             |                             |            |
| Corredor | Corredor                    | Equip                       | Temps      |
| 1r | Matej Mohorič               | Bahrain-Merida              | 4h 12' 28" |
| 2n | Nils Politt                 | Katusha-Alpecin             | + 0"       |
| 3r | Pieter Vanspeybrouck        | Wanty-Groupe Gobert         | + 0"       |
| 4t | Jasha Sütterlin             | Movistar Team               | + 0"       |
| 5è | Nick van der Lijke          | Roompot-Nederlandse Loterij | + 0"       |
| 6è | Vassil Kirienka             | Team Sky                    | + 0"       |
| 7è | Maximilian Schachmann       | Quick-Step Floors           | + 0"       |
| 8è | Guillaume Martin            | Wanty-Groupe Gobert         | + 0"       |
| 9è | Reinardt Janse van Rensburg | Dimension Data              | + 0"       |
| 10è | Jürgen Roelandts            | BMC Racing Team             | + 0"       |

| \| Classificació general \| Classificació general \| Classificació general \| Classificació general \| Classificació general \| \| Corredor \| Corredor \| Equip \| Temps \| \| \| --------------------- \| --------------------------- \| --------------------------- \| --------------------- \| --------------------- \| \| 1r \| Matej Mohorič \| Bahrain-Merida \| 12h 37' 56" \| \| \| 2n \| Maximilian Schachmann \| Quick-Step Floors \| + 6" \| \| \| 3r \| Nils Politt \| Katusha-Alpecin \| + 10" \| \| \| 4t \| Tom Dumoulin \| Team Sunweb \| + 10" \| \| \| 5è \| Pieter Vanspeybrouck \| Wanty-Groupe Gobert \| + 20" \| \| \| 6è \| Reinardt Janse van Rensburg \| Dimension Data \| + 24" \| \| \| 7è \| Damiano Caruso \| BMC Racing Team \| + 25" \| \| \| 8è \| Warren Barguil \| Fortuneo-Samsic \| + 25" \| \| \| 9è \| Frederik Backaert \| Wanty-Groupe Gobert \| + 26" \| \| \| 10è \| Pieter Weening \| Roompot-Nederlandse Loterij \| + 26" \| \| |                             |                             |             |
| |                             |                             |             |
| Font: ProCyclingStats |                             |                             |             |
| Classificació general |                             |                             |             |
| Corredor | Corredor                    | Equip                       | Temps       |
| 1r | Matej Mohorič               | Bahrain-Merida              | 12h 37' 56" |
| 2n | Maximilian Schachmann       | Quick-Step Floors           | + 6"        |
| 3r | Nils Politt                 | Katusha-Alpecin             | + 10"       |
| 4t | Tom Dumoulin                | Team Sunweb                 | + 10"       |
| 5è | Pieter Vanspeybrouck        | Wanty-Groupe Gobert         | + 20"       |
| 6è | Reinardt Janse van Rensburg | Dimension Data              | + 24"       |
| 7è | Damiano Caruso              | BMC Racing Team             | + 25"       |
| 8è | Warren Barguil              | Fortuneo-Samsic             | + 25"       |
| 9è | Frederik Backaert           | Wanty-Groupe Gobert         | + 26"       |
| 10è | Pieter Weening              | Roompot-Nederlandse Loterij | + 26"       |

### Etapa 4
| \| Classificació de l'etapa \| Classificació de l'etapa \| Classificació de l'etapa \| Classificació de l'etapa \| Classificació de l'etapa \| \| Corredor \| Corredor \| Equip \| Temps \| \| \| ------------------------ \| --------------------------- \| --------------------------- \| ------------------------ \| ------------------------ \| \| 1r \| Nils Politt \| Katusha-Alpecin \| 4h 49' 20" \| \| \| 2n \| Matej Mohorič \| Bahrain-Merida \| + 0" \| \| \| 3r \| Damiano Caruso \| BMC Racing Team \| + 0" \| \| \| 4t \| Nick van der Lijke \| Roompot-Nederlandse Loterij \| + 0" \| \| \| 5è \| Reinardt Janse van Rensburg \| Dimension Data \| + 0" \| \| \| 6è \| Romain Bardet \| AG2R La Mondiale \| + 0" \| \| \| 7è \| Alexis Vuillermoz \| AG2R La Mondiale \| + 0" \| \| \| 8è \| Warren Barguil \| Fortuneo-Samsic \| + 0" \| \| \| 9è \| Patrick Konrad \| Bora-Hansgrohe \| + 0" \| \| \| 10è \| Maximilian Schachmann \| Quick-Step Floors \| + 0" \| \| |                             |                             |            |
| |                             |                             |            |
| Font: ProCyclingStats |                             |                             |            |
| Classificació de l'etapa |                             |                             |            |
| Corredor | Corredor                    | Equip                       | Temps      |
| 1r | Nils Politt                 | Katusha-Alpecin             | 4h 49' 20" |
| 2n | Matej Mohorič               | Bahrain-Merida              | + 0"       |
| 3r | Damiano Caruso              | BMC Racing Team             | + 0"       |
| 4t | Nick van der Lijke          | Roompot-Nederlandse Loterij | + 0"       |
| 5è | Reinardt Janse van Rensburg | Dimension Data              | + 0"       |
| 6è | Romain Bardet               | AG2R La Mondiale            | + 0"       |
| 7è | Alexis Vuillermoz           | AG2R La Mondiale            | + 0"       |
| 8è | Warren Barguil              | Fortuneo-Samsic             | + 0"       |
| 9è | Patrick Konrad              | Bora-Hansgrohe              | + 0"       |
| 10è | Maximilian Schachmann       | Quick-Step Floors           | + 0"       |

## Classificació final
| \| Classificació general \| Classificació general \| Classificació general \| Classificació general \| Classificació general \| \| Corredor \| Corredor \| Equip \| Temps \| \| \| --------------------- \| --------------------------- \| --------------------------- \| --------------------- \| --------------------- \| \| 1r \| Matej Mohorič \| Bahrain-Merida \| 17h 27' 10" \| \| \| 2n \| Nils Politt \| Katusha-Alpecin \| + 6" \| \| \| 3r \| Maximilian Schachmann \| Quick-Step Floors \| + 12" \| \| \| 4t \| Tom Dumoulin \| Team Sunweb \| + 16" \| \| \| 5è \| Damiano Caruso \| BMC Racing Team \| + 26" \| \| \| 6è \| Warren Barguil \| Fortuneo-Samsic \| + 28" \| \| \| 7è \| Reinardt Janse van Rensburg \| Dimension Data \| + 30" \| \| \| 8è \| Romain Bardet \| AG2R La Mondiale \| + 31" \| \| \| 9è \| Guillaume Martin \| Wanty-Groupe Gobert \| + 33" \| \| \| 10è \| Nick van der Lijke \| Roompot-Nederlandse Loterij \| + 34" \| \| |                             |                             |             |
| |                             |                             |             |
| Font: ProCyclingStats |                             |                             |             |
| Classificació general |                             |                             |             |
| Corredor | Corredor                    | Equip                       | Temps       |
| 1r | Matej Mohorič               | Bahrain-Merida              | 17h 27' 10" |
| 2n | Nils Politt                 | Katusha-Alpecin             | + 6"        |
| 3r | Maximilian Schachmann       | Quick-Step Floors           | + 12"       |
| 4t | Tom Dumoulin                | Team Sunweb                 | + 16"       |
| 5è | Damiano Caruso              | BMC Racing Team             | + 26"       |
| 6è | Warren Barguil              | Fortuneo-Samsic             | + 28"       |
| 7è | Reinardt Janse van Rensburg | Dimension Data              | + 30"       |
| 8è | Romain Bardet               | AG2R La Mondiale            | + 31"       |
| 9è | Guillaume Martin            | Wanty-Groupe Gobert         | + 33"       |
| 10è | Nick van der Lijke          | Roompot-Nederlandse Loterij | + 34"       |